# Плювіограф

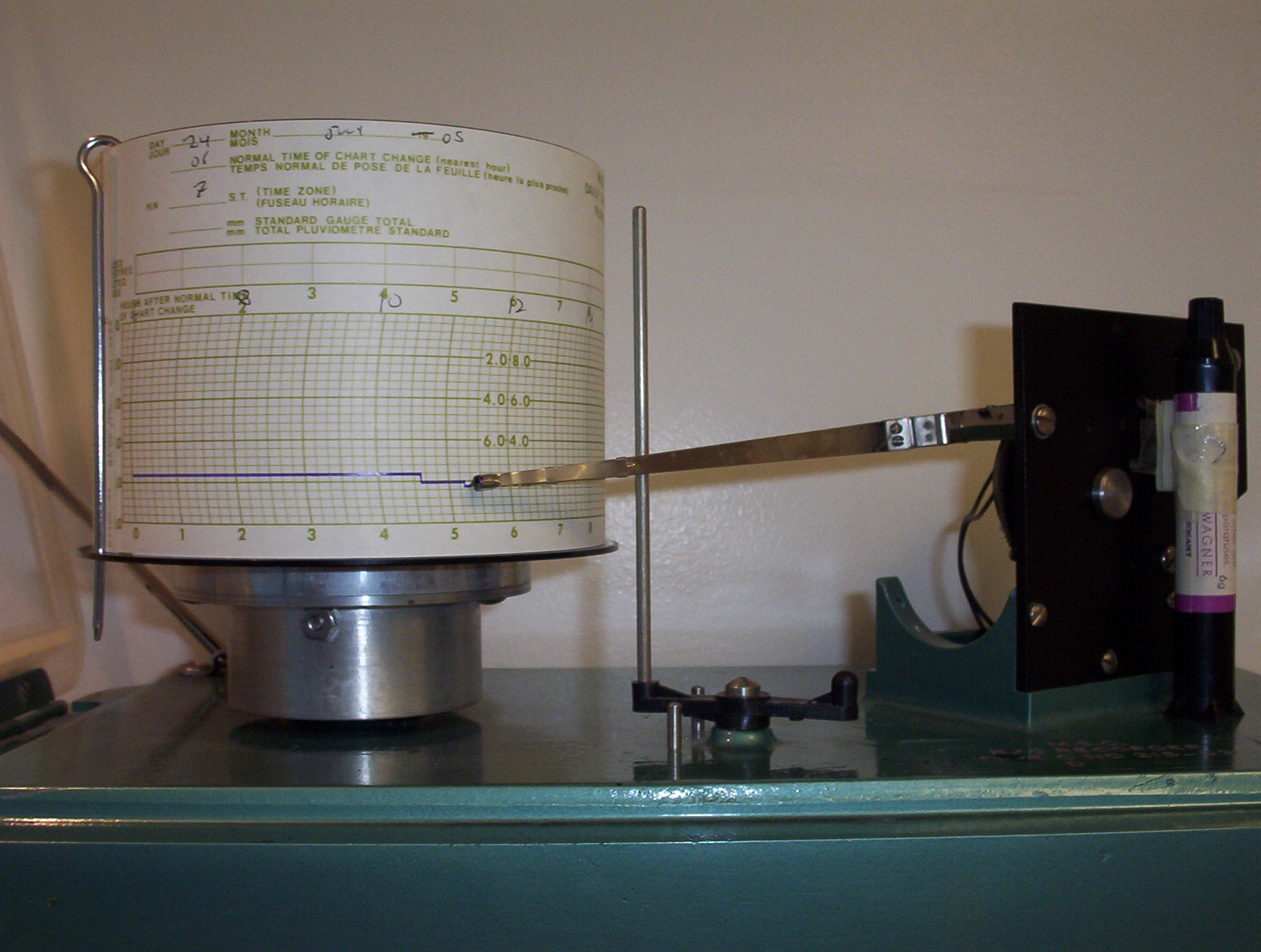
Стрічковий плювіограф

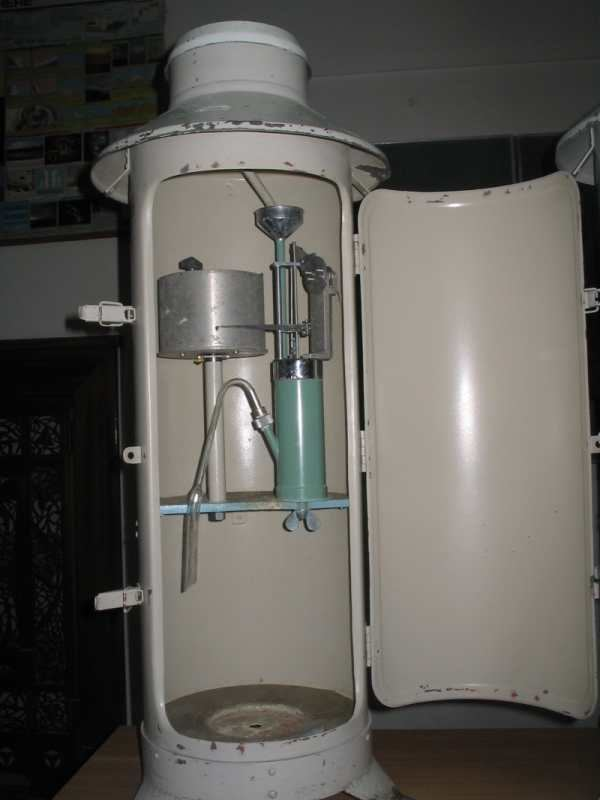
Польський варіант плювіографа моделі П-2

Плювіограф, омброграф (лат. pluvium — дощ; грец. grapho — пишу) (англ. recording rain gage, hyetograph, pluviograph) — самописний прилад для постійної реєстрації рідких атмосферних опадів, їхньої інтенсивності та проміжку часу випадіння.
Принцип дії плювіографа моделі П-2 — використання залежності переміщень поплавків від рівня зібраних рідких опадів у поплавковій камері. Приймачем слугує циліндрична ємність площею 500 см². Вертикальні рухи поплавка реєструються на розлінованому міліметровому папері (закріпленому на барабані) чорнильним пером. Барабан рухається завдяки годинниковому механізму. Вертикальні лінії на папері відповідають кількості опадів, що випали, а горизонтальні — часу. Запис починається від нижньої межі (від нуля); при заповненні камери до 10 мм перо досягає верхньої межі діаграми, після автоматичного зливу води у приймальне відро запис знову починається від нуля.